# Square Courteline
Le square Courteline est un petit espace vert municipal du 12e arrondissement de Paris.

## Situation et accès
Il se trouve sur le terre-plein central qui fait l'intersection du boulevard de Picpus et de l'avenue de Saint-Mandé, ainsi que sur une partie du boulevard de Picpus.
Le square est accessible par le 51, boulevard de Picpus.
Il est desservi à proximité par la ligne de métro 6 à la station Picpus.

## Historique
Créé en 1925, le square a une superficie de 1 090 m2. Il est situé sur l'emplacement de la barrière de Saint-Mandé, où passaient les corps décapités place du Trône (actuelle place de la Nation).
Il abrite un kiosque à musique, une fontaine et une sculpture représentant le buste de Georges Courteline (1861-1929), réalisé par Félix Benneteau-Desgrois en 1925. Le romancier et dramaturge français a vécu une partie de sa vie non loin du square, au 43, avenue de Saint-Mandé.
Durant la Seconde Guerre mondiale, ce buste, comme de nombreuses statues parisiennes, a été démonté sur ordre de l'occupant allemand afin d'être fondu mais les ouvriers chargés de ces travaux l'ont caché pour le restituer en 1945.

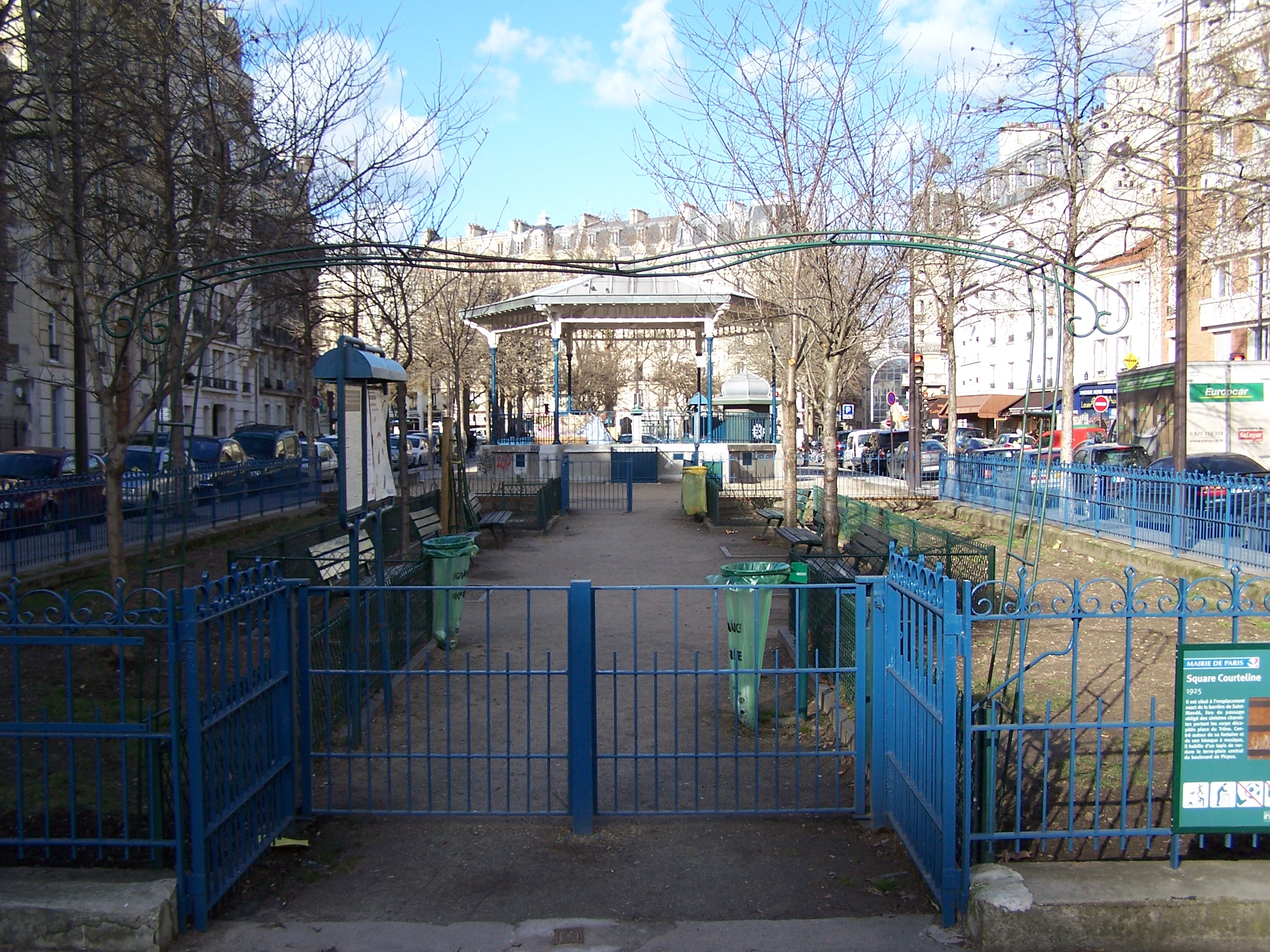
L'entrée ouest du square sur le boulevard de Picpus.